# Sputnik Light
Sputnik Light (en rus: Спутник Лайт) és una vacuna contra la COVID-19 desenvolupada per l'Institut Gamaleia de Recerca en Epidemiologia i Microbiologia. Consisteix en la primera dosi de la vacuna Sputnik V, que és una vacuna de vector víric d'adenovirus, el Ad26, i L'institut afirma que aquesta versió, amb una efectivitat del 80% aproximada, seria ideal per a zones amb brots aguts, cosa que permetria vacunar ràpidament més persones.

## Autoritzacions
Autorització plena
     Autorització d'emergència
     Permesa per viatges
Emergència (28)
1. Angola[7]
2. Argentina[8]
3. Armènia[9]
4. Bahrain[10]
5. Benin[11]
6. Belarús[12]
7. Cambodja[13]
8. República del Congo[14]
9. Egipte[15]
10. Emirats Àrabs Units[16]
11. Filipines[17]
12. Índia[18]
13. Iran[19]
14. Kazakhstan[20]
15. Kirguizstan[21]
16. Laos[22]
17. Maurici[23]
18. Mongòlia[24]
19. Nicaragua[25]
20. Palestina[26]
21. Rússia[27]
22. San Marino[28]
23. Saint Vincent i les Grenadines[22]
24. Síria[29]
25. Tanzània[19]
26. Tunísia[19]
27. Turkmenistan[19][30]
28. Veneçuela[31]

## Emmagatzematge
Es pot emmagatzemar a una temperatura normal del refrigerador de 2-8 °C.